# 7. banijska brigada (NOVJ)
Za druge 7. brigade glejte 7. brigada.
7. banijska brigada je bila brigada v sestavi Narodnoosvobodilne vojske in partizanskih odredov Jugoslavije in ki je delovala med drugo svetovno vojno na področju Kraljevine Jugoslavije.

## Zgodovina
Brigada je bila ustanovljena v začetku septembra 1942, pri čemer je imela 3 bataljone z okoli 850 borci.

## Organizacija
- štab
- 3x bataljon